# Funcții militare romane

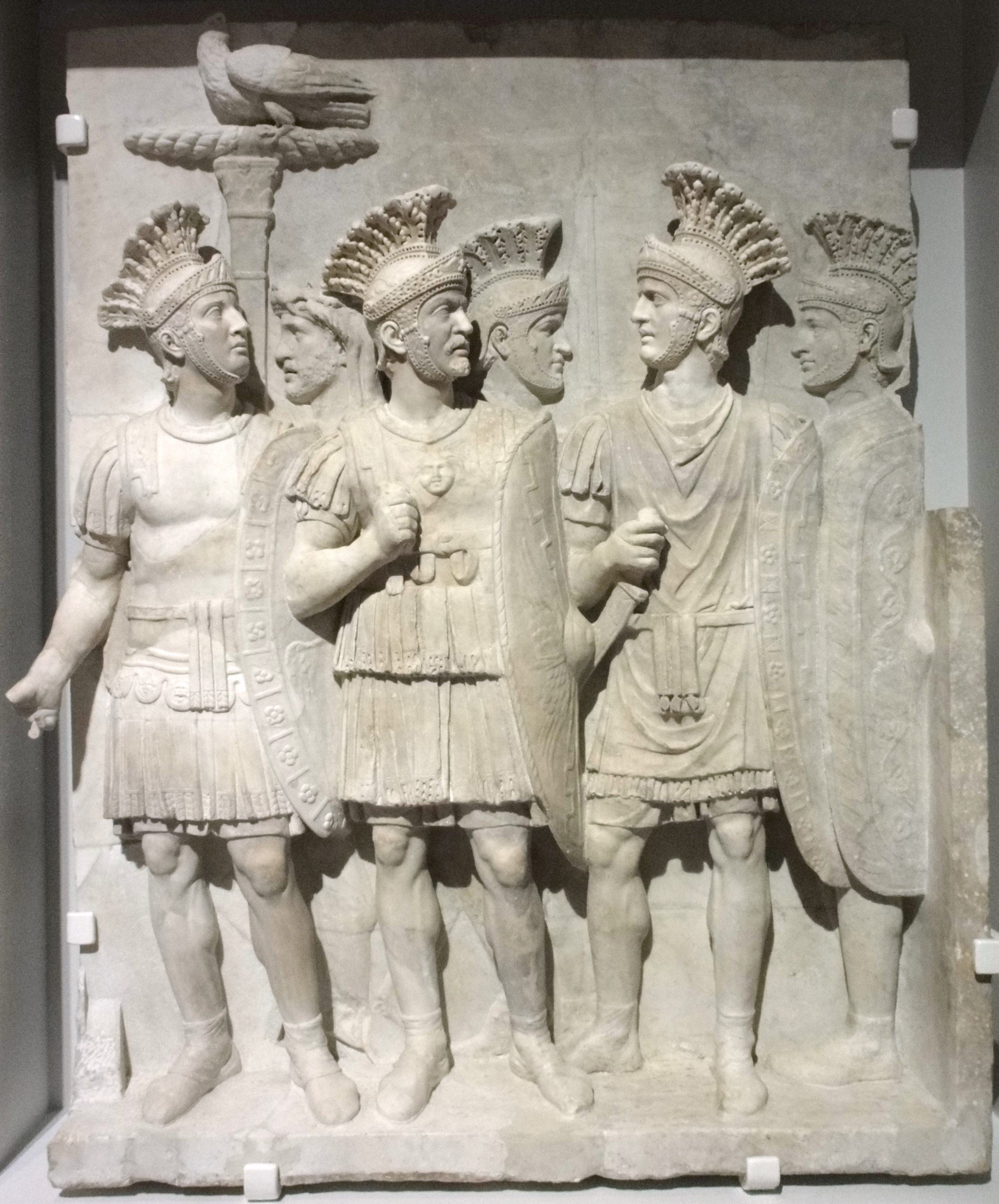
Soldați din Garda Pretoriană.

Aceasta este o listă de funcții, grade și ranguri din armata romană (dintr-o legiune):

## A
- Accensi velati - soldați neînarmați suplimentari din perioada regatului, mai târziu se ocupau cu drumurile.

- Actuarii. Subofițeri cu funcții contabile, privind inventarele și aprovizionarea unei unități militare.

- Agentes - se ocupau cu curieratul, un tip de poștași, dar trimiteau și ordine și comenzi, păzeau drumurile.

- Aeneator - Muzician militar, cum ar fi un bugler.

- Agrimensor - Un inspector (un tip de imun).

- Aquilifer - Purtătorul vulturului legionar.

- Alaris - Un cavaler care servește într-un ala.

- Architecti - inginer sau constructor de artilerie.

- Aquarii - niște soldați pompieri care erau obligați să care apă.

- Armicustos – Un soldat însărcinat cu administrarea și furnizarea de arme și echipamente. Un intendent.

## B
- Ballistarius – Un operator de artilerie

- Beneficiarius – Un soldat care îndeplinește o sarcină extraordinară, cum ar fi poliția militară sau o misiune specială.

- Bucinator – Un trompetist sau gornist.

## C
- Cacula – Slujitor sau sclav al unui soldat.

- Capsarior –Un ordin medical.

- Causarius – Un soldat externat din răni sau din alte motive medicale.

- Calones - sclavii care efectua diverse munci cum ar fi gătitul.

- Centurion - comandantul unei centurii[1]. El se bucura de un deosebit respect și considerație printre soldați. În timpul marșurilor legiunilor el mergea numai călare.

- Cornicer - soldat care dădea semnalele sonore în luptă.

## D
- Doctor – Un antrenor, subdiviziuni pentru orice, de la arme la suflat corn.

- Draconarius – Purtătorul unui etalon de cavalerie.

- Decurion –Lider al unei trupe de cavalerie (14-30 de bărbați). Adesea confundat cu „decanus”.

- Decanus – Liderul unui  contuberniu  (un grup legionar de 8 bărbați).

- Discens

- Dux – Un general însărcinat cu două sau mai multe legiuni. În secolul al III-lea d.Hr., un ofițer cu o comandă regională care depășea granițele provinciale, responsabil direct numai de împărat, de obicei numit temporar în situații de urgență gravă. În secolul al IV-lea d.Hr., un ofițer responsabil de o secțiune a frontierei.

- Duumviri navales – Doi bărbați aleși pentru a echipa și repara flota navala

## E
- Equi Augusti Singulari  - Unitatea de cavalerie de elită însărcinată să păzească Împărații Romani. De obicei comandat de un „tribun” de rang pretorian.
- Evocatus  - Un soldat care și-a servit timpul și și-a obținut eliberarea, dar s-a înrolat voluntar din nou la invitația consulului sau a altui comandant.
- Evocatus Augusti  - Garda pretoriană care și-a servit timpul și și-a obținut externarea („misiunea”), dar s-a înscris din nou în mod voluntar.

- Eques - trupe de 300-500 călăreți rapizi, au devenit cu timpul o clasă socială cu privilegii deosebite

- Exploratores - se ocupau de spionajul extern, organizați în expeditus - detașamente de cavalerie care erau înaintea legiunii uneori cu zile întregi.

## F
- Frumentarii  - Funcționarii Imperiului Roman în perioada a II-a și a III-a. Adesea folosit ca  Serviciu secret, care operează mai ales în uniformă.
- Fabri - arhitecți și ingineri

- Foederati

## H
- Hastati - soldați din avangarda infanteriei în sec. IV-II î.Hr.
- Hastatus Prior  - Un centurion care comandă un  manipulus  sau  centuria  din  hastati . Un ofițer de rang înalt în cadrul unui  manipulus  sau  centuriei .
- Hastatus Posterior  - Un deputat la  hastatus prior
- Hastiliarius  - Un instructor de arme.

## I
- Imaginifer - soldat care purta steagul imperial.

- Immunes (imuni) -  erau soldații scutiți de multe munci indezirabile pentru că aveau alte resopnsabilități. Discens se numeau cei care erau în perioada de probă.

## K
- Katepano  - Un rang militar bizantin sau un oficial militar.

## L
- Legatus legionis  - Un comandant de legiune de rang senatorial; literal „adjunctul” împăratului, care era comandantul-șef titular.
- Legatus pro praetore  - Guvernator provincial de rang senatorial cu mai multe legiuni sub comanda sa.
- Legionar  - infanteria grea care a fost forța militară de bază a armatei romane antice în perioada târzie a Republicii Romane și a Imperiului Roman timpuriu.

## M,N,O
- Magister militum  - Comandant de rang înalt în Imperiul Roman târziu. Echivalentul unui general.
- Medicus  - Medic sau medic de luptă. Specializările au inclus chirurgie ( medicus vulnerarius ), oftalmologie ( medicus ocularius ) și, de asemenea, veterinar ( medicus veterinari ). Cel puțin unii dețin un echivalent cu un centurion
- Megas doux  - comandant-șef al marinei bizantine.
- Miles  sau  Miles Gregarius  - Soldatul de bază al piciorului de nivel privat.
- Mercatores -comercianți.

- Milites gregarius - soldații obișnuiți.

- Muliones - sclavi care se îngrijeau de animale sau de căratul mărfurilor.
- Numerus  - O unitate de aliați barbari neintegrată în structura regulată a armatei. Mai târziu, o unitate de forțe de frontieră.
- Optio  - Un pe secol ca al doilea comandant centurionului. Ar putea, de asemenea, să îndeplinească mai multe alte roluri de specialitate pe o bază „„ ad hoc ”.

## P,Q,R
- Pediti  - infanteria armatei timpurii a regatului roman. Majoritatea armatei în această perioadă.
- Peditatus  - Un termen care se referă la orice infanterist din Imperiul Roman.
- Pilus Prior  - Centurion senior al unei coorte.
- Pilus Posterior  - Adjunct la  Pilus prior .

- Praefectus Cohortis  - Comandantul unei cohorte.
- Praefectus legionis agens vice legati  - Un ofițer ecvestru a primit comanda unei legiuni în absența unui "legatus" senatorial. După îndepărtarea senatorilor din comanda militară, titlul de comandant legionar. („ ... agens vice legati , renunțat în secolul al treilea")
- Praetorians  - O forță specială de gărzi de corp folosite de împărații romani.
- Primus Ordinis  - Ofițerul comandant al fiecărei  centurii  din prima cohortă, cu excepția primei  centurii  a cohortei.
- Primus Pilus  (literalmente 'primul dosar', nu suliță) - Centurionul care comandă prima cohortă și centurionul principal al întregii legiuni.
- Princeps  - Soldat pre-marian, echipat inițial cu sulița  Hasta , dar mai târziu cu  pilum , acești bărbați au format a doua linie de luptă în spatele  „Hastati” în armatele pre-mariene. De asemenea, au fost căpitani britanici precum Dumnorix al regneelor (el a fost ucis de soldații lui Gaius Salvius Liberalis).
- Princeps Prior  - Un centurion care comandă un  secol  de  principes .
- Princeps Posterior  - Un deputat al  princeps prior .
- Principales  - Un grup de rânduri, inclusiv  aquilifer ,  signifer ,  optio  și  tesserarius . Similar cu subofițerii moderni (subofițer).
- Protectores Augusti Nostri  (altă denumire:   Protectores Divini Lateris ) - Titlu onorific pentru ofițerii superiori desemnați pentru loialitatea lor față de împărat și calitățile soldate. „Protectorii” erau mai degrabă un ordin de onoare decât o unitate militară. Ordinul a apărut pentru prima dată la mijlocul anilor 200 d.Hr.
- Quaestionarius  - Un interogator sau un torturator.
- Retentus  - Un soldat ținut în serviciu după îndeplinirea termenului necesar.
- Rorarii  - Linia finală, sau rezerva, în antica armată romană pre-Marius. Acestea au fost înlăturate chiar înainte de reformele mariene, deoarece  Triarii  ofereau o ancoră foarte robustă.
- Praefectus castrorum (prefectul) - se ocupa cu aprovizioanarea legiunii. Dacă legatul și toți tribunii lipseau el era comanda legiunea.

- Primus pilus (în latină: prima suliță) (marele centurion) - era centurionul din prima cohortă.

- Principales- funcționarii care nu erau gradați, dar ajutau ofițerii.

## S
- Săgetătorii  - Arcașii, inclusiv arcașii auxiliari de călărie recrutați în principal în Africa de Nord, Balcani și mai târziu Imperiul de Est.
- Salararius  - Un soldat care se bucură de condiții speciale de serviciu sau este angajat ca mercenar.
- Scholae Palatinae  - O trupă de elită de soldați creată de împăratul Constantin cel Mare pentru a oferi protecție personală a împăratului și a familiei sale imediate.
- Scorpionarius  - Un artilerist care operează un   scorpion  piesă de artilerie.
- Signifer  - purtător standard al Legiunii Romane.
- Socii  - Trupele din statele aliate din armata pre-mariană înainte de Războiul Social (91–88 î.Hr.)
- 'Speculatores' 'și' 'Exploratores' ' - Cercetașii și elementul de recunoaștere al armatei romane.
- Supernumerarii  - Soldați supranumerari care au servit pentru a umple locurile celor uciși sau cu dizabilități din cauza rănilor lor.
- Strategos  - Guvernator general și militar al unei  temă din Imperiul Bizantin.
- Stratelates  - O traducere greacă pentru rangul de  magister militum  care a fost folosită în armatele romane și bizantine târzii.
- Stratopedarches  - Un termen folosit inițial pentru a face referire la un prefect de lagăr roman, ulterior a fost folosit pentru un general roman sau bizantin sau pentru un comandant-șef bizantin.
- Scribae armamentari - funcționari ce se ocupau de armament.

- Speculatores - un fel de contraspioni din Garda Pretoriană

- Siphonari - alături de Aquari făceau parte din rândul pompierilor

- Optio - era al doilea centurion dintr-o centurie.

## T,U,V
- Tablifer  - Un purtător standard pentru cavaleria de pază.
- Tesserarius  - Comandantul gărzii, unul pe  centuria .
- Tirones  - Un stagiar de bază.
- Triarii  - Spearmenii armatelor pre-mariane, echipate cu Hasta, care au format a treia linie de luptă în spatele  Principes .
- Tribuni angusticlavii  - Tribune militară de rang ecvestru, dintre care cinci au fost repartizate la fiecare legiune.
- Tribunus militum  - Ofițer din armata romană care s-a clasat sub legat, dar deasupra centurionului.
- Tribunus militum laticlavius  - Tribună militară de rang senatorial. Al doilea la comanda unei legiuni. Numirile pentru acest rang par să fi încetat în timpul singurei domnii a Gallienus ca parte a politicii de excludere a senatorilor din comandamentele militare.
- Tubicen  - Un trompetist.
- Urbanae  - O forță specială de poliție din Roma, creată pentru a contrabalansa pretorienii.
- Tesserarius - soldați care se ocupau cu paza. Tessera era o tabletă pe care se nota parola castrului din timpul nopții.

- Tirones - tinerii recruți

- Tribunus (tribuni) - erau 6 în fiecare legiune, formând personalul legatului. Al doilea la comanda legiunii era tribunus laticlavius, ceilalți cinci tribunus angusticlavius.

- Velites - soldați cu sulițe și pectorale, recrutați din rândul săracilor. Alte denumiri: ferentari, procubitores, leves.

- Venatores - cei care se ocupau cu spionajul

- Vexillarius - soldatul care purta vexillum-ului, era cel mai mare dintre imuni.

## Subunități ale legiunii romane
Înainte de reformele mariene din 107 î.Hr., structura legiunilor era următoarea:
- Contubernium  - Cea mai mică unitate organizată de soldați din armata romană. Era alcătuit din opt legionari conduși de un  decanus . Când în marș, o legiune ar fi marșat adesea „contubernium” - abreast (8-abreast). În Legiunea Imperială, zece  contubernie  au format o  centurie .
- Maniple ( Manipulus ) - Subunitatea pre-mariană a Legiunilor Romane, formată din 120 de bărbați (60 pentru  Triarii ).
- Legio  (Republica) - O legiune din armatele pre-mariane constă din 60 de  manipuluri  de infanterie și 10  turmae  de cavalerie. Până în anul 250 î.Hr., ar exista patru legiuni, două comandate de fiecare consul: două legiuni romane, care ar fi însoțite de alte două legiuni aliate, cu o putere și structură similară. Pentru fiecare legiune romană ar exista o legiune aliată.
- Turma  - O unitate de cavalerie din armata pre-mariană, care de obicei era formată din 32 de călăreți.

După reformele lui Gaius Marius, organizarea legiunilor a fost standardizată astfel:
- Contubernium  - Cea mai mică unitate organizată de soldați din armata romană. Era alcătuit din opt legionari conduși de un  decanus . Zece "contubernii" au format o "centurie".
- Centuria  - 80 de bărbați sub comanda unui  centurion  și a lui  optio . Șase  centuriae  au format un  cohors .
- Cohors  (cohort) - Un  cohors  era format din 480 de bărbați. Cel mai senior clasament  centurion  din cele șase  centuriae  a comandat întregii  cohors .
- First Cohort ( Cohors Prima ) - Prima cohortă a fost o cohortă cu rezistență dublă (formată din cinci  centuriae  cu o rezistență dublă), cu un număr de 800 de bărbați (cu excepția ofițerilor). Centurionul primului său  centuriu ,  Primus Pilus , a comandat prima cohortă și a fost, de asemenea, cel mai mare centurion din legiune.
- [Legiunea romană |  Legio  (Imperial)]] - O legiune era compusă din nouă cohorte și o primă cohortă. Comandantul general al legiunii a fost  legatus legionis , asistat de  praefectus castrorum  și de alți ofițeri superiori.
- Vexillatio  - Un grup de lucru temporar al unuia sau mai multor  centuri  detașați din legiune pentru un scop specific. Un  vexillatio  a fost comandat de un ofițer numit de  Legatus .